# Änge färgeri
Änge färgeri startades år 1856 i Änge, Offerdals socken, Jämtland. Färgeriet var beläget vid ån och bestod av en vadmalsstamp med fyra stampar som stampade vadmal till olika tjocklekar. Först ruggades tyget med en ruggmaskin för att därefter färgas. Färgen förbereddes genom rivning och hälldes därefter i en s.k. kyp. Tygerna lades på en ställning och torkades efter genomförd färgning. Företaget hade ca 15 anställda. Verksamheten upphörde i början på 1900-talet. 